# Cañas
Cañas é um município da Espanha
na província e comunidade autónoma de La Rioja, de área 9,72 km² com população de 102 habitantes (2007) e densidade populacional de 10,49 hab/km².

## Demografia
| Variação demográfica do município entre 1991 e 2004 | Variação demográfica do município entre 1991 e 2004 | Variação demográfica do município entre 1991 e 2004 | Variação demográfica do município entre 1991 e 2004 |
| --------------------------------------------------- | --------------------------------------------------- | --------------------------------------------------- | --------------------------------------------------- |
| 1991                                                | 1996                                                | 2001                                                | 2004                                                |
| 123                                                 | 119                                                 | 125                                                 | 133                                                 |